# 劉㫤 (明朝)
參數所指定的目標頁面不存在，建議更正成存在頁面或直接建立下列一個頁面（建立前請先搜尋是否有合適的存在頁面可以取代）：
- 劉㫤

劉㫤（1553年—？），字叔通，號春宇，河南開封府杞縣人，民籍，明朝政治人物。

## 生平
萬曆七年己卯科河南鄉試第四十七名，萬曆八年（1580年）庚辰科會試第二百九十四名，登三甲第一百九十六名進士。工部觀政，九年授临邑县知县，丁憂归乡。十二年复除大城县，改任教授，十五年改常州府学教授。十七年改京卫武学教授。十九年升国子监学正，二十二年擢户部主事，二十三年升员外郎，二十六年升郎中，本年出为长沙府知府，三十三年九月升云南副使，三十七年八月升云南临沅道参政，四十一年升按察使，四十三年六月升广西右布政使，官至雲南左布政使，四十五年与同乡参政李茂春以子女之故互讼，四十六年十二月被南京科道纠劾。

## 家族
曾祖劉道立，曾任監察御史；祖父劉宗義；父劉致雄，曾任壽官。母邵氏；繼母丁氏。严侍下。兄劉旭、劉昇（字仲明，隆慶四年庚午科舉人、贡士）。